# Thomas Wenski
Thomas Gerard Wenski (nacido el 18 de octubre de 1950) es un prelado estadounidense de la Iglesia católica. Fue nombrado Arzobispo de Miami por el Papa Benedicto XVI el 20 de abril de 2010 y fue instalado el 1 de junio de 2010.  Anteriormente se desempeñó como Obispo de Orlando (2004–2010), obispo coadjutor de Orlando (2003–2004) y obispo auxiliar de Miami (1997-2003).

## Educación y primeros años
Wenski nació en West Palm Beach, Florida, siendo hijo de Chester y Louise (née Zawacki) Wenski.  Su padre nació en Polonia con el apellido "Wiśniewski", y llegó a los Estados Unidos con sus padres en 1910 a los 2 años.  La familia finalmente adoptó la versión en inglés, "Wenski".  Tanto Chester como Louise se criaron en los barrios polacos de Detroit, Míchigan, pero se mudaron a Florida después de su matrimonio.  Juntos administraron un negocio de casas de estuco con pintura en aerosol. 
Wenski se crio en Lake Worth, donde asistió a la Escuela del Sagrado Corazón.  Decidió convertirse en sacerdote en el tercer grado, y luego recordó: "Nunca me imaginé a mí mismo como otra cosa; era lo que Dios quería que hiciera, aunque a veces vacilaba sobre si quería hacerlo".  A los 13 años, ingresó al Seminario St. John Vianney en Miami.  Durante sus doce años en el seminario, se describió a sí mismo como un "seminarista muy liberal", cuestionando la enseñanza católica sobre el celibato clerical y la ordenación de mujeres. Sus puntos de vista finalmente se volvieron más conservadores a través de su experiencia trabajando con inmigrantes cubanos y leyendo sobre el comunismo en Polonia y Cuba. Se graduó de St. John Vianney, en 1970 con un título de asociado.
Wenski luego comenzó sus estudios de filosofía y teología en el Seminario Menor St. Vincent de Paul en Boynton Beach.  Allí obtuvo una licenciatura en filosofía (1972) y una maestría en divinidad (1975).  Más tarde recibió una Maestría en Artes de la Escuela de Sociología de la Universidad de Fordham en 1993, y tomó cursos de verano en la Universidad Católica de Lublin en Polonia.

## Sacerdocio
Wenski fue ordenado sacerdote para la Arquidiócesis de Miami  por el Arzobispo Coleman Carroll el 15 de mayo de 1976.  Su primera asignación fue como pastor asociado en la Iglesia Corpus Christi en Miami, donde permaneció durante tres años.  En Corpus Christi, se interesó por los feligreses haitianos que asistieron a misa en criollo, y fue enviado a Haití para estudiar la cultura criolla y haitiana.  Cuando regresó a Miami en 1979, fue designado para un apostolado haitiano que opera desde la Catedral de Santa María. Wenski luego se desempeñó como director asociado y luego director del Centro Católico Haitiano Pierre Toussaint en Miami hasta 1997. También sirvió simultáneamente como pastor de tres parroquias haitianas en la arquidiócesis: la Iglesia Notre-Dame d'Haiti en Miami, la Iglesia de la Divina Misericordia en Fort Lauderdale y St. Joseph en Pompano Beach.  Su acercamiento a la comunidad católica haitiana en Miami se encontró con una firme oposición por parte del sacerdote y activista haitiano Gérard Jean-Juste, quien más tarde llegó a considerar a Wenski como un aliado. También se hizo amigo de Jean-Bertrand Aristide, un sacerdote ahora laico que luego se convirtió en el primer presidente democráticamente elegido de Haití, declarando que el vudú era una religión reconocida en 2003.
Wenski celebró la misa semanal en inglés para los encierros en WPLG, la filial local de ABC, de 1992 a 1997, y dirigió el Ministerio a los grupos étnicos no hispanos.  Se convirtió en profesor adjunto en el Seminario de San Vicente de Paúl en 1994.  En enero de 1996, fue nombrado director de las Caridades Católicas arquidiocesanas. En esta capacidad, ayudó a formar una relación con Caritas Cuba, el brazo de servicio social de la Iglesia católica en Cuba. Más tarde ese año, encabezó una operación de ayuda que entregó más de 150,000 libras (68,000 kg) de alimentos a Caritas Cuba para su distribución a las personas sin hogar por el huracán Lili. 

## Episcopado

### Obispo auxiliar de Miami
El 24 de junio de 1997, el Papa Juan Pablo II lo nombró Obispo titular de Kearney y Obispo Auxiliar de la Arquidiócesis de Miami.
Recibió su consagración episcopal el 3 de septiembre siguiente del arzobispo John Favalora, con el arzobispo Edward A. McCarthy y el obispo Agustín Roman sirviendo como co-consagrantes, en el Miami Arena.
Seleccionó como su lema episcopal: "Todas las cosas para todos los hombres" (1 Corintios 9:22). Como obispo auxiliar, se desempeñó como vicario episcopal para los condados de Broward y Monroe.
Además de sus deberes episcopales, Wenski sirvió en numerosas juntas, incluyendo Catholic Hospice, Catholic Charities, Catholic Charities Legal Services y St. Thomas University. Se desempeñó como presidente de la Red Católica de Inmigración Legal, Inc. (1998-2001), y del Comité de Migración de la Conferencia de Estados Unidos de Obispos católicos (2001-2004).  También sirvió en el Miami-Dade County Homeless Trust y el Consejo Coordinador de Broward, y fue nombrado por el gobernador de Florida Jeb Bush para el Consejo de Florida para Personas sin Hogar, en 2001, y el Grupo de Trabajo sobre Haití en 2004. 

### Obispo Coadjutor de Orlando
El 1 de julio de 2003, el Papa Juan Pablo II lo nombró Obispo Coadjutor de la Diócesis de Orlando.
Arribó la ciudad el 22 de agosto de 2003.

### Obispo de Orlando
El 13 de noviembre de 2004, se convirtió en el IV Obispo de la Diócesis de Orlando, tras la jubilación del Obispo Norbert Dorsey.
Wenski convocó el primer sínodo para la Diócesis de Orlando en 2004. Sostuvo sesiones de escucha con un grupo diverso de católicos para conocer sus preocupaciones y esperanzas para el futuro de la diócesis. Él designó 2008 como el "Año de Evangelización", poniendo un mayor énfasis en profundizar la fe de todas las personas. En el momento de su nombramiento en Miami en 2010, estaba liderando la diócesis en las primeras etapas de una campaña de capital de $ 150 millones y una extensa renovación de la Catedral de St. James.
En octubre de 2007, fue seleccionado para formar parte de la junta directiva de la Florida Specialty Crop Foundation, una organización benéfica pública sin fines de lucro que responde a los desafíos que enfrentan los productores de cultivos especializados y sus partes interesadas. En septiembre de 2008, hizo una invocación en la Convención Nacional Republicana en Saint Paul, Minnesota. En marzo de 2009, se unió al conservador comité asesor nacional del Instituto Católico de Liderazgo para su programa "Buenos líderes, buenos pastores". En mayo de ese año, Wenski celebró una misa de reparación por la decisión de la Universidad de Notre Dame de que el presidente Barack Obama pronunciara su discurso de graduación y recibiera un título honorífico, dada la opinión proabortista de Obama. En la misa, denunció a Obama por sus "opiniones bastante extremistas sobre el aborto" y dijo que las acciones de Notre Dame "sugieren que, a diferencia de Carrie Prejean, carece del coraje de sus convicciones."
En junio de 2009, fue elegido para un mandato de cuatro años en el consejo de administración de la Universidad Católica de América. Presidió el Comité de Política Internacional de la USCCB (2004–2008) y actualmente se desempeña como consultor del Comité de Migración y miembro de la Secretaría de la iglesia en América Latina, el Comité de Justicia y Paz Internacional y el Comité Legal Católico. Immigration Network, Inc. Actualmente es el moderador episcopal de Catholic Health Services para la Florida Catholic Conference.
Durante su mandato, creó seis nuevas parroquias y dos misiones. Su campaña de capital y dotación recaudó $ 100 millones. Solicitó y se le concedió que dos iglesias diocesanas fueran elevadas al estatus de basílicas menores. Comenzó la estación de radio en español, Buena Nueva FM. junto con el periódico en español, El Clarín.

### Arzobispo de Miami
El 20 de abril de 2010, el Papa Benedicto XVI lo nombró IV Arzobispo Metropolitano de la Arquidiócesis de Miami.
Después de su nombramiento, dijo que estaba "humillado por la confianza del Santo Padre en mí y consciente de mis propias limitaciones y defectos ..." Sucedió al arzobispo John Favalora. Se convirtió en el primer nativo de la Arquidiócesis en convertirse en su arzobispo.
Wenski se instaló en la Catedral de Santa María el 1 de junio de 2010. A finales de junio, recibió el palio, una vestimenta usada por los obispos metropolitanos, del Papa Benedicto XVI en la Basílica de San Pedro. 
El 2 de febrero de 2012, Wenski celebró una misa pontificia, una forma solemne de Misa Tridentina, la primera celebración de este tipo en el estado de Florida en más de 40 años.